# العلاقات البوتانية البيلاروسية
العلاقات البوتانية البيلاروسية هي العلاقات الثنائية التي تجمع بين بوتان وروسيا البيضاء.

## مقارنة بين البلدين
هذه مقارنة عامة ومرجعية للدولتين:
| وجه المقارنة                                              | بوتان          | روسيا البيضاء                    |
| --------------------------------------------------------- | -------------- | -------------------------------- |
| المساحة (كم2)                                             | 38.39 ألف      | 207.60 ألف                       |
| عدد السكان (نسمة)                                         | 807.61 ألف     | 9.50 مليون                       |
| الكثافة السكانية (ن./كم²)                                 | 21.04          | 45.76                            |
| العاصمة                                                   | تيمفو          | مينسك                            |
| اللغة الرسمية                                             | لغة دزونكا     | اللغة البيلاروسية، اللغة الروسية |
| العملة                                                    | نغولترم بوتاني | روبل بلاروسي                     |
| الناتج المحلي الإجمالي (بليون دولار)                      | 2.51 مليار     | 54.44 مليار                      |
| الناتج المحلي الإجمالي (تعادل القوة الشرائية) بليون دولار | 6.49 مليار     | 168.35 مليار                     |
| الناتج المحلي الإجمالي الاسمي للفرد دولار أمريكي          | 2.66 ألف       | 5.74 ألف                         |
| الناتج المحلي الإجمالي للفرد دولار أمريكي                 | 7.82 ألف       | 18.18 ألف                        |
| مؤشر التنمية البشرية                                      | 0.605          | 0.798                            |
| رمز المكالمات الدولي                                      | +975           | +375                             |
| رمز الإنترنت                                              | .bt            | .by، .бел                        |
| المنطقة الزمنية                                           | ت ع م+06:00    | ت ع م+03:00                      |

## منظمات دولية مشتركة
يشترك البلدان في عضوية مجموعة من المنظمات الدولية، منها:
| علم المنظمة | اسم المنظمة                        | تاريخ انضمام بوتان | تاريخ انضمام روسيا البيضاء |
| ----------- | ---------------------------------- | ------------------ | -------------------------- |
|             | الاتحاد البريدي العالمي            | ?                  | ?                          |
|             | منظمة حظر الأسلحة الكيميائية       | ?                  | ?                          |
|             | الأمم المتحدة                      | 21 سبتمبر 1971     | 24 أكتوبر 1945             |
|             | منظمة الشرطة الجنائية الدولية      | ?                  | ?                          |
|             | وكالة ضمان الاستثمار متعدد الأطراف | 21 أكتوبر 2014     | 3 ديسمبر 1992              |
|             | مؤسسة التمويل الدولية              | 1 ديسمبر 2003      | 2 نوفمبر 1992              |
|             | البنك الدولي للإنشاء والتعمير      | 28 سبتمبر 1981     | 10 يوليو 1992              |
|             | الاتحاد الدولي للاتصالات           | 15 سبتمبر 1988     | 7 مايو 1947                |
|             | يونسكو                             | 13 أبريل 1982      | 12 مايو 1954               |

## وصلات خارجية
- موقع وزارة الخارجية البوتانية
- موقع وزارة الخارجية البيلاروسية